# Новое Юдино (Казань)
Новое Юдино (Беляевский, тат. Яңа Юдин, Yaña Yüdin) — посёлок в Кировском районе Казани.

## Расположение
Посёлок расположен на западе Казани и Кировского районе и почти со всех сторон окружён территорией лесопарка «Лебяжье». Юго-восточнее расположен посёлок Юдино, юго-западнее — железная дорога, западнее — Казанская объездная дорога, восточнее — дорога Юдино-Залесный-Осиново, севернее — Юдинское кладбище.

## История
В 1930-е годы местность, которую ныне занимает посёлок, была передана рабочим-железнодорожникам под общественные огороды; примерно в то же время эти земли вошли в черту посёлка Юдино. Председателем кооператива огородников был Данил Беляев, по фамилии которого посёлок получил своё второе имя — Беляевский. В конце 1930-х годов участки, ранее занятые огородами, начали отводиться под индивидуальную застройку.
Вошёл в состав Казани, как часть посёлка Юдино, в 1965 году. Вскоре после присоединения к Казани, в 1966—1969 годах, часть улиц посёлка была переименована в целях устранения дублирующих названий.

## Улицы
- 9 Мая (тат. 9 нчы Май урамы, 9 nçı May uramı). Начинаясь от Туристической улицы, проходит вдоль территории санатория.
- Глубинная (тат. Глубинная урамы, Tiränlek uramı, бывшая улица Сталина[5], переименована до включения посёлка в черту города). Начинаясь от Туристической улицы, заканчивается пересечением с Софийской улицей.
- Звенигородская (тат. Звенигород урамы, Zvenigorod uramı, бывшая улица Осипенко, переименована 28 ноября 1967 года).[3] Начинаясь от Международной улицы, пересекает переулок Чернышевского, Софийскую улицу, Туристический переулок и заканчивается пересечением с улицей Машинистов.
- Ивана Поддубного (тат. Иван Поддубный урамы, İvan Poddubnıy uramı, бывшая улица Мира, переименована 28 ноября 1967 года).[3] Начинаясь от Софийской улицы, пересекает Туристический переулок, улицу Машинистов и заканчивается на западной окраине посёлка.
- Кооператоров (тат. Кәпирәтерләр урамы, Käpiräterlär uramı). Находится на западной окраине посёлка, проходит параллельно улице Машинистов.
- Криворожская (тат. Кривой Рог урамы, Krivoy Rog uramı, бывшая улица Некрасова, переименована 28 ноября 1967 года).[3] Начинаясь от Софийской улицы, пересекает Туристический переулок, и заканчивается, немного не доходя до западной окраины посёлка.
- Лесной переулок (тат. Урманлы тыкрык, Urmanlı tıqrıq). Соединяет улицы Туристическая и Новороссийская.
- Машинистов (тат. Кривой Рог урамы, Krivoy Rog uramı). Начинаясь от Софийской улицы, пересекает Туристический переулок, и заканчивается, немного не доходя до западной окраины посёлка.
- Международная (тат. Халыкара урам, Xalıqara uram). Начинаясь от Футбольной улицы, пересекает улицы Звенигородская, Софийская, Туристический переулок и заканчивается на западной окраине посёлка.

- Ново-Юдинская (тат. Яңа Юдин урамы, Yaña Yüdin uramı, бывшая Красная улица, переименована 28 ноября 1967 года).[3] Начинаясь от Футбольной улицы, пересекает переулок Чернышевского, Софийскую улицу, Туристический переулок, улицу Машинистов и заканчивается на западной окраине посёлка.
- Новороссийская (тат. Новороссийск урамы, Novorossiysk uramı, бывшая улица Чкалова, переименована 28 ноября 1967 года).[3] Начинаясь от Футбольной улицы, пересекает Лесной переулок, Софийскую улицу, Туристический переулок, улицу Машинистов и заканчивается на западной окраине посёлка.
- Пришкольный переулок (тат. Мәктәп яны тыкрыгы, Mäktäp yanı tıqrığı, бывшая улица Маяковского, переименована 28 ноября 1967 года).[3] Начинаясь от территории бывшей школы № 53, заканчивается пересечением с Туристическим переулком.
- Софийская (тат. София урамы, Sofiä uramı, бывшая Школьная улица, переименована 28 ноября 1967 года).[3] Начинаясь от Туристической улицы, пересекает улицы Глубинная, Новороссийская, Ново-Юдинская, Ивана Поддубного, Звенигородская, Криворожская, Международная и заканчивается пересечением с Уссурийской улицей.
- Территория ГОРОНО (тат. ШХМБ җирлеге, ŞXMB cirlege). Соединяет улицы Машинистов и Кооператоров.
- Туристическая (тат. Туристлар урамы, Turistlar uramı, бывшая улица Победы, переименована 28 ноября 1967 года).[3] Начинаясь от Футбольной улицы, пересекает Лесной переулок, улицы Глубинная и Софийская, Туристический переулок и заканчивается у школы № 151.
- Туристический переулок (тат. Туристлар тыкрыгы, Turstlar tıqrığı, бывшая улица Ильича, переименована 18 февраля 1969 года).[4] Начинаясь от Туристической улицы, пересекает улицы Новороссийская, Пришкольный переулок, Ново-Юдинская, Ивана Поддубного, Звенигородская, Криворожская, Международная и заканчивается пересечением с Уссурийской улицей.
- Уссурийская (тат. Уссури урамы, Ussuri uramı, бывшая улица Жданова, переименована 28 ноября 1967 года).[3] Начинаясь от Футбольной улицы, пересекает улицы Софийская и Туристический переулок и заканчивается на северо-западной окраине посёлка.
- Уссурийский переулок (тат. Уссури тыкрыгы, Ussuri tıqrığı, названа 18 февраля 1969 года).[4] Начинаясь от Футбольной улицы, пересекает улицы Софийская и Туристический переулок и заканчивается на северо-западной окраине посёлка.
- Футбольная (тат. Аяк тубы урамы, Ayaq tubı uramı, бывшая Спортивная улица, переименована 28 ноября 1967 года).[3] Начинаясь от Туристической улицы, пересекает улицы Новороссийская, Ново-Юдинская, Международная и заканчивается пересечением с Уссурийской улицей.
- Чернышевского переулок (тат. Чернышевски тыкрыгы, Çernışefski tıqrığı). Соединяет улицы Ново-Юдинская и Звенигородская.

## Транспорт
С остальными частями Казани посёлок соединяют автобусы № 46 и 72. Первым (в конце 1980-х — начале 1990-х) в посёлок начал ходить автобус № 63.